# سامسونگ گلکسی دبلیو
سامسونگ گالکسی دبلیو (به انگلیسی: Samsung Galaxy W W-I8150) یک گوشی هوشمند از شرکت سامسونگ است که در آگوست ۲۰۱۱ معرفی شد و در اکتبر همان سال وارد بازار فروش شد.

## مشخصات گالکسی دبلیو
- پشتیبانی چهاربانده از GSM و دو بانده از 3G
- پشتیبانی از HSDPA با سرعت ۱۴٫۴ مگابیت بر ثانیه و HSUPA با سرعت ۵٫۷۶ مگابیت بر ثانیه
- پردازنده تک هسته ای ۱٫۴ گیگاهرتزی Scorpion ، شتاب دهنده گرافیکی Adreno 205 ،تراشه Qualcomm MSM8255T Snapdragon و ۵۱۲ مگابایت حافظه RAM
- حافظه ۲ گیگا بایتی، (۱٫۷ گیگابایت قابل استفاده برای کاربر) با قابلیت خوانش کارت حافظه تا ۳۲ گیگابایت
- صفحه نمایش ۳٫۷ اینچی با رزولوشن ۸۰۰×۴۸۰ پیکسل و تراکم پیکسلی ۲۵۲ پیکسل و ۱۶ میلیون رنگ
- دوربین با قابلیت ۵ مگا پیکسل و تمرکز خودکار، تمرکز لمسی؛ ضبط ویدئو با قابلیت اچ دی (720p) و فلاش ال ای دی
- دوربین روبرو VGA برای تماسهای ویدئویی
- اندروید نسخهٔ ۲٫۳٫۵ به همراه TouchWiz 4.0
- پشتیبانی از Wi-Fi 802.11 b/g/n
- بلوتوث ۳ با A2DP
- جی پی اس با A-GPS
- سوکت صوتی استاندارد ۳٫۵ میلی متری
- سنسورهای شتاب سنج ، ژیروسکوپ و مجاورت
- قابلیت پخش رادیو موج FM
- قابلیت پخش فایلهای تصویری با نرم‌افزار DivX/XviD/X264
- قابلیت ویرایش و خوانش فایل های آفیس
- پشتیبانی از فلش پلیر